# Mirrors (chanson de Natalia Kills)
Cet article concerne le single de Natalia Kills. Pour les pages homonymes, voir Mirrors.
Singles de Natalia Kills
They Talk Shit About Me
(2008) Wonderland
(2011)
Pistes de Perfectionist
Love Is a Suicide
(7) Not In Love
(9)
Mirrors est le premier single de l’artiste britannique Natalia Kills. La chanson est écrite par Kills, Martin Kierszenbaum, Akon ainsi que par Giorgio Tuinfort, qui de plus produisent la piste. Elle sort le 10 août 2010, en tant que single ‘conducteur’ du premier album de Kills, Perfectionist. Décrite comme une chanson « disco pop », Mirrors fait référence à des thèmes variés comme les pratiques sexuelles sado-masochistes et l’arrogance.
Les réponses critiques envers Mirrors ont été généralement positives—la plupart des critiques de musique l’ont désigné comme étant un exemple remarquable sur Perfectionist. Le morceau a été couronné de succès dans les hit-parades de certains pays en Europe, atteignant le top dix en Autriche, en Allemagne et en Pologne. Aux États-Unis, il a atteint le troisième rang du classement Hot Dance Club Songs, alors qu’au Royaume-Uni, il a peiné à atteindre le top 100. Le clip vidéo de Mirrors a été réalisé par Guillaume Doubet et montre Kills explorant les concepts de la vanité, du contrôle et du sexe après avoir été mystérieusement capturée à travers un miroir. Plus tard, elle promut la chanson lors de performances en direct, notamment au Life Ball 2011 et sur le plateau de l’émission allemande Schlag den Raab.

## Développement et composition

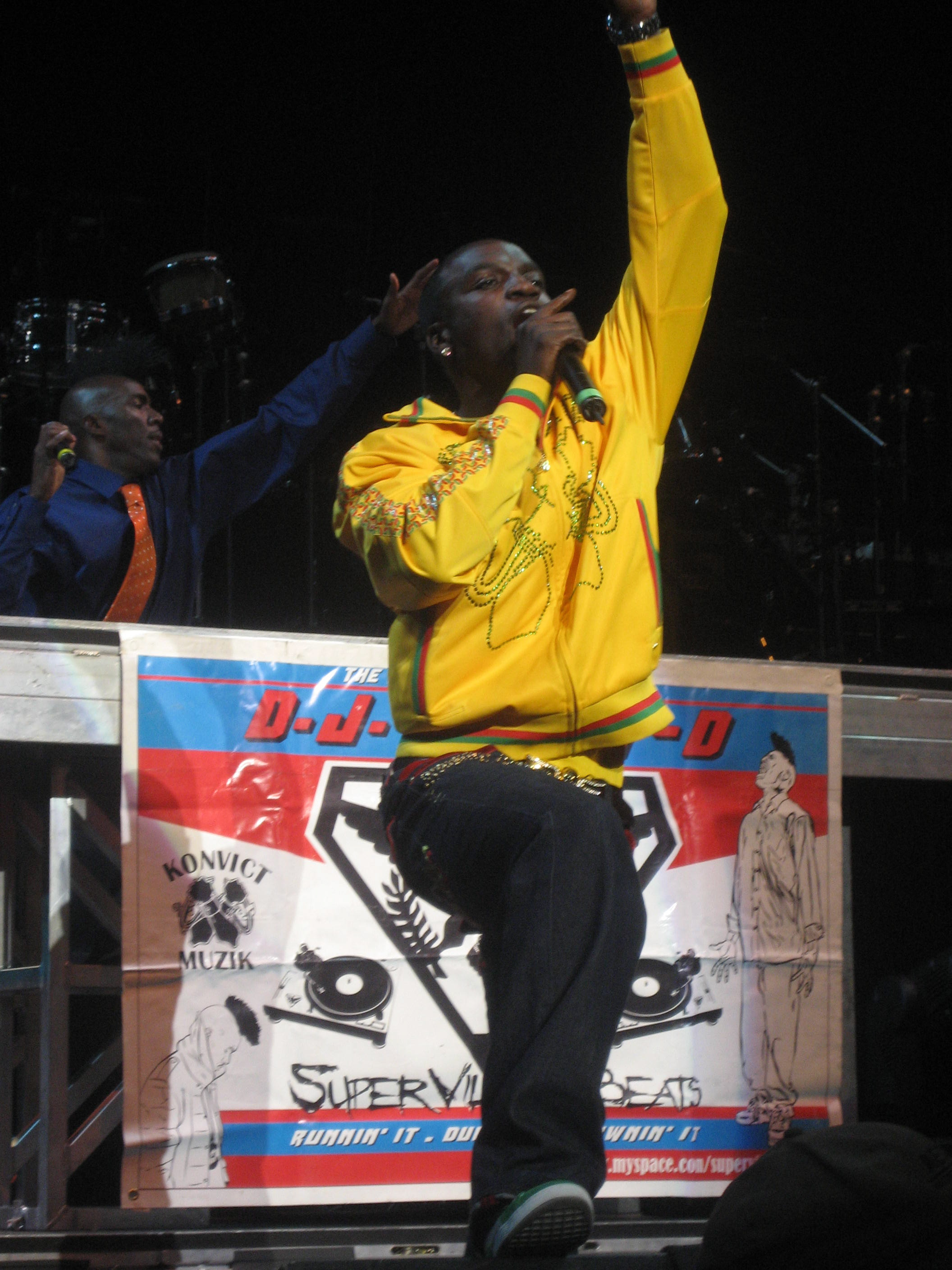
Akon est un des producteurs de Mirrors.

Mirrors a été enregistrée aux studios 11th Street, Chalice et Cherrytree. Elle a été coproduite et coécrite par Akon, Giorgio Tuinfort et Martin « Cherry Cherry Boom Boom » Kierszenbaum ; les deux derniers ont également dirigé son instrumentation. Kills a fourni quelques compositions supplémentaires. Mark « Exit » Goodchild et Tony Ugval ont géré son ingénierie, tandis que sa postproduction a été menée par Robert Orton et Gene Grimaldi. Le premier l’a mixée et le second s’est occupé de son matriçage.
Mirrors a été décrit comme un morceau « disco pop » incorporant des guitares électriques, une ligne de basse « bouillonnante », un rythme « synthétisé et broyé » avec une « influence synth pop des années 80 », des « guitares rock à écho » et un refrain « hymnique en voix de fausset »,. Jack Stevin du site Web AltSounds a observé que son instrumentation lui confère une « atmosphère gothique ». Jon O'Brien du site Web AllMusic et Matthew Wilkening d’AOL Radio l’ont assimilé à la chanson Sweet Dreams (Are Made of This) des Eurythmics—O'Brien a crédité une similarité quant au rythme de Mirrors et Wilkening l’a comparé à une version « plus alimentée au Red Bull et aux stéroïdes » vis-à-vis de celle des Eurythmics,. Pendant le refrain, durant lequel elle chante les paroles « Turning the lights out / Burning the candles / And the mirrors gonna fog tonight », Kills atteint une note en voix de fausset. Le texte fait référence aux pratiques sexuelles sado-masochistes, notamment par la présence de Kills en tant que dominatrice. Alex Young du site Web Consequence of Sound a interprété le contenu lyrique comme étant un franc-parler sur la « duplicité de l’identité, de l’orgueil et de l’objectivation », sujets qu’il a également trouvés « plus rattachables » aux thèmes dépeints dans Perfectionist.

## Accueil critique
Après sa parution, Mirrors a reçu des avis généralement positifs des critiques de musique. Alex Young du site Web Consequence of Sound a mis en évidence la chanson comme étant un « morceau essentiel » de Perfectionist, alors que Jon O'Brien du site Web AllMusic l’a désigné comme étant un exemple remarquable sur l’album, le qualifiant de « très stellaire »,. Lewis Corner du site Web Digital Spy a de même fait l’éloge de la chanson, lui attribuant une note de quatre étoiles sur cinq. Blair Kelly du site Web musicOMH a décrit le refrain de la chanson comme étant « génial et très accrocheur » ; à l’inverse, le rédacteur a critiqué la section parlée de la chanson. Jack Stevin du site Web AltSounds a estimé que la chanson était « agréable », en dépit de ses « paroles ternes ».
La chanson a réussi à atteindre de hautes positions dans les classements musicaux européens. En Autriche, elle a tenu pendant vingt semaines consécutives et s’est placée au septième rang ; le morceau a été listé à la cinquantième place des classements autrichiens de fin d’année en 2011. Mirrors a atteint le dixième rang des classements allemands et a été le 80e single de l’année 2011 le plus fructueux dans le pays,. La chanson a atteint le deuxième rang des classements polonais, pour la fin de semaine du 15 avril 2011 ; à l’inverse, elle a fait son entrée dans les classements britanniques à la 101e place. En Suisse, Mirrors est restée dans les hit-parades pendant une semaine, au 52e rang, tandis qu’en Flandres, le morceau n’a pas réussi à entrer dans les principaux classements et, à la place, est entré dans le deuxième classement principal, au 18e rang. En Amérique du Nord, le single a obtenu un succès limité—atteignant le 35e rang des hit-parades canadiens et le troisième rang du classement américain Hot Dance Club Songs,.

## Clip vidéo
Le cinéaste français Guillaume Doubet a été choisi pour réaliser le clip vidéo de Mirrors, qui a été publié le 2 décembre 2010. Robbie Daw du site Web Idolator l’a décrit comme étant « terrifiant » et « cinématographique », tout en faisant l’éloge de la façon de se vêtir de Kills.
Le clip commence avec un plan montrant Kills dans une voiture, s’appliquant du rouge à lèvres à travers le rétroviseur, pendant que la version instrumentale de la chanson est jouée en arrière-plan. Elle sort de la voiture et passe devant un homme, qui est par la suite vu debout entre deux femmes portant des masques en plastique représentatifs du visage de Kills. La musique s’arrête et des bruits de pas se font entendre à plusieurs reprises, alors que Kills s’approche d’un miroir fêlé. Après avoir entendu un bruit, elle regarde par-dessus son épaule, pendant que son reflet se tourne vers elle. Kills est entraînée à travers le miroir et la carte de titre du premier acte, « Vanity », apparaît. Au cours de cette partie, un crâne en métal est montré pendant que Kills interprète la chanson devant un miroir. Une transition vers le deuxième acte, baptisé « Control », est effectuée. Dans celui-ci, elle est montrée avec une hache à la main, tout en étant au-dessus d’une boîte en verre. Un autre homme, visible depuis l’intérieur de la boîte, la filme alors qu’elle se déplace autour de lui. Le clip passe alors au troisième acte, intitulé « Sex », dans lequel Kills tient un crâne en main et lui chante le pont du morceau. Vers la fin du clip, Kills peut être vue menotté, enchaînée, assise à même le sol et séduisant un homme aux yeux bandés.

## Performances en direct
Le 25 avril 2011, Kills a interprété Mirrors sur le plateau de l’émission Schlag den Raab, diffusée sur la chaîne de télévision allemande ProSieben. Un mois plus tard, Kills a interprété Mirrors en direct de l’évènement caritatif Life Ball 2011, qui eut lieu en Autriche.

## Liste des éditions
| - Numérique 1. Mirrors – 3:16 - Physique allemand 1. Mirrors – 3:16 2. Mirrors (Frankmusik Obsidian Overkill Remix) – 3:20 - Promo club remixes maxi numérique allemand 1. Mirrors – 3:16 2. Mirrors (Frankmusik Obsidian Overkill Remix) – 3:20 3. Mirrors (Doctor Rosen Rosen Rx Remix) – 4:49 4. Mirrors (Sketch Iz Dead Dead Remix) – 4:15 5. Mirrors (Moto Blanco Radio) – 2:55 | - Promo club remixes maxi numérique américain 1. Mirrors (Sketch Iz Dead Remix) – 4:15 2. Mirrors (Doctor Rosen Rosen Rx Remix) – 4:49 3. Mirrors (Moto Blanco Dub) – 7:10 4. Mirrors (Purple Crush Remix) – 4:06 - Promo club remixes partie 2 numérique américain 1. Mirrors (Adrian Lux Remix) – 6:33 2. Mirrors (Frankmusik Obsidian Overkill Mix) – 3:20 3. Mirrors (Chris Moody Remix) – 6:39 4. Mirrors (Jeff T Club Remix) – 6:01 |

## Crédits
- Natalia Kills – chanteuse
- Akon – producteur
- Mark « Exit » Goodchild – ingénieur
- Martin Kierszenbaum – producteur, instrumentiste
- Robert Orton – mixeur
- Giorgio Tuinfort – producteur, instrumentation
- Tony Ugval – ingénieur

## Classements
| Classement (2011)                     | Meilleure position |
| ------------------------------------- | ------------------ |
| Allemagne (Media Control AG)          | 10                 |
| Autriche (Ö3 Austria Top 40)          | 7                  |
| Belgique (Flandre Ultratip 100)       | 18                 |
| Canada (Hot 100)                      | 46                 |
| États-Unis (Dance Club Songs)         | 3                  |
| Pologne (ZPAV)                        | 2                  |
| Royaume-Uni (Official Charts Company) | 101                |
| Suisse (Schweizer Hitparade)          | 52                 |

| Classement (2011)            | Position |
| ---------------------------- | -------- |
| Allemagne (Media Control AG) | 80       |
| Autriche (Ö3 Austria Top 40) | 50       |

## Historique de sortie
| Pays        | Date(s)          | Format(s)                                |
| ----------- | ---------------- | ---------------------------------------- |
| États-Unis  | 10 août 2010     | Téléchargement numérique                 |
| Allemagne   | 3 septembre 2010 | Téléchargement numérique                 |
| Royaume-Uni | 3 septembre 2010 | Téléchargement numérique                 |
| États-Unis  | 2 novembre 2010  | Maxi numérique – Remix                   |
| Allemagne   | 10 janvier 2011  | Maxi numérique – Remix                   |
| Allemagne   | 11 février 2011  | CD single                                |
| États-Unis  | 1er mars 2011    | Numérique – Live at the Cherrytree House |
| États-Unis  | 26 avril 2011    | Maxi numérique – Remixes Chapter 2       |